# Лищина, Богдан Николаевич
Богдан Николаевич Лищина (4 июля 1937, село Чистилов — 19 ноября 2012, город Северодонецк Луганской области) — деятель, промышленник, генеральный директор Северодонецкого производственного объединения «Азот» в Луганской области. Член Ревизионной Комиссии КПУ в 1981—1990 г. Народный депутат Украины 1-го созыва. Академик Академии инженерных наук Украины (1991).

## Биография
Родился в крестьянской семье. В 1953—1958 г. — студент Харьковского политехнического института имени Ленина. Получил специальность инженера-механика химических производств.
В 1958—1974 г. — мастер по ремонту технического оборудования цеха синтеза метанола, механик, заместитель начальника, начальник цеха Лисичанского химического комбината (затем — Северодонецкого производственного объединения «Азот» имени Ленинского комсомола) Луганской области.
Член КПСС с 1968 года.
В 1974—1978 г. — главный механик Северодонецкого производственного объединения «Азот» имени Ленинского комсомола Ворошиловградской области.
В 1978—1996 г. — директор, генеральный директор Северодонецкого производственного объединения «Азот» имени Ленинского комсомола Ворошиловградской (Луганской) области.
Потом — на пенсии в городе Северодонецке Луганской области.

## Награды
- орден Ленина (1986)
- орден Трудового Красного Знамени (1977)
- лауреат Государственной премии Украинской ССР (1985)
- лауреат премии Совета Министров СССР (1983)
- медали
- почетный химик СССР (1985)
- почетный гражданин города Северодонецка